# Eulenberg
Eulenberg là một đô thị thuộc huyện Altenkirchen, trong bang Rheinland-Pfalz, phía tây nước Đức. Đô thị Eulenberg có diện tích 1,16 km², dân số thời điểm ngày 31 tháng 12 năm 2006 là 57 người.